# سفر به غرب: بازگشت شیطان
سفر به غرب: بازگشت شیطان (به انگلیسی:Journey to the West: The Demons Strike Back) یک فیلم سینمایی ماجراجویانه، کمدی و فانتزی چینی محصول سال ۲۰۱۷ به کارگردانی تسوی هارک می‌باشد.

## بازیگران
- کریس وو[۲] ... تانگ سانزانگ
- لین گنگشین[۲]
- یو چن[۲] ... جیو گونگ / گرگ طلایی
- لین یون[۲]
- یانگ یویوی[۲] ... زو باجی
- منگکه باته‌ئر[۲]
- وانگ لیکون[۲]
- بائو بییر[۲] ... پادشاه
- وانگ دوو[۲] ... زیبایی زو باجی
- دا پنگ[۲] ... یک کشیش دائوست
- چنگ سیان[۲] ... معلم تانگ سانزانگ
- شو چی[۲]
- تسوی هارک و استفن چو ... کارکنان تئاتر